# Jardin botanique de Bertiz
Le jardin botanique de Bertiz s'étend sur près de 4 hectares, et est situé à l'intérieur du Parc naturel du Seigneur de Bertiz qui compte 2 040 hectares de forêts de type atlantique (chênes et hêtres), dans la zone pyrénéenne d'Oronoz-Mugairi, communauté forale de Navarre (Espagne).

## Localisation
L'accès depuis Pampelune (Navarre) se fait en suivant la N-121A en direction d'Irun. Le Seigneur de Bertiz est situé à côté d'Oronoz-Mugairi et à proximité de la Bidassoa.

Une piste de 11 km parcourt le parc jusqu'au refuge d'Aizkolegi.

Le jardin est situé sur un sommet à 830 mètres d'altitude, au centre du parc naturel.

Il présente un climat doux et pluvieux (jusqu'à 2 000 litres par an) et sans période de gel.

## Histoire
Le jardin fut créé en 1847 et élargi en 1905.

L'ensemble fut donné au gouvernement de Navarre en 1949 et déclaré Parc naturel en 1984. 

## Collections
Le jardin botanique de Bertiz accueille près de 120 espèces provenant du monde entier, son microclimat doux permettant le développement de plantes des climats tempéré et subtropical comme en particulier, le camélia, le palmier de Salgo, le cyprès chauve, l'araucaria, le ginkgo, le liquidambar, ainsi que différentes espèces de bambous et de nénuphars, autour d'un petit lac.

## Activités
- Le Palais du XVIIIe siècle, accueille des expositions temporaires au rez-de-chaussée (le reste du bâtiment est utilisé pour des bureaux, des cours et des réunions).
- L'ancien garage présente une maquette du Seigneur et la possibilité de voir des films audiovisuels.
- Le caserío Tenientetxea accueille le Centre d'interprétation de la nature.